# Olympische Sommerspiele 2012/Wasserspringen
Bei den XXX. Olympischen Sommerspielen 2012 in London fanden acht Wettbewerbe im Wasserspringen statt, je vier für Frauen und Männer. Austragungsort war das London Aquatics Centre im südlichen Teil des Queen Elizabeth Olympic Park im Stadtteil Stratford.

## Bilanz

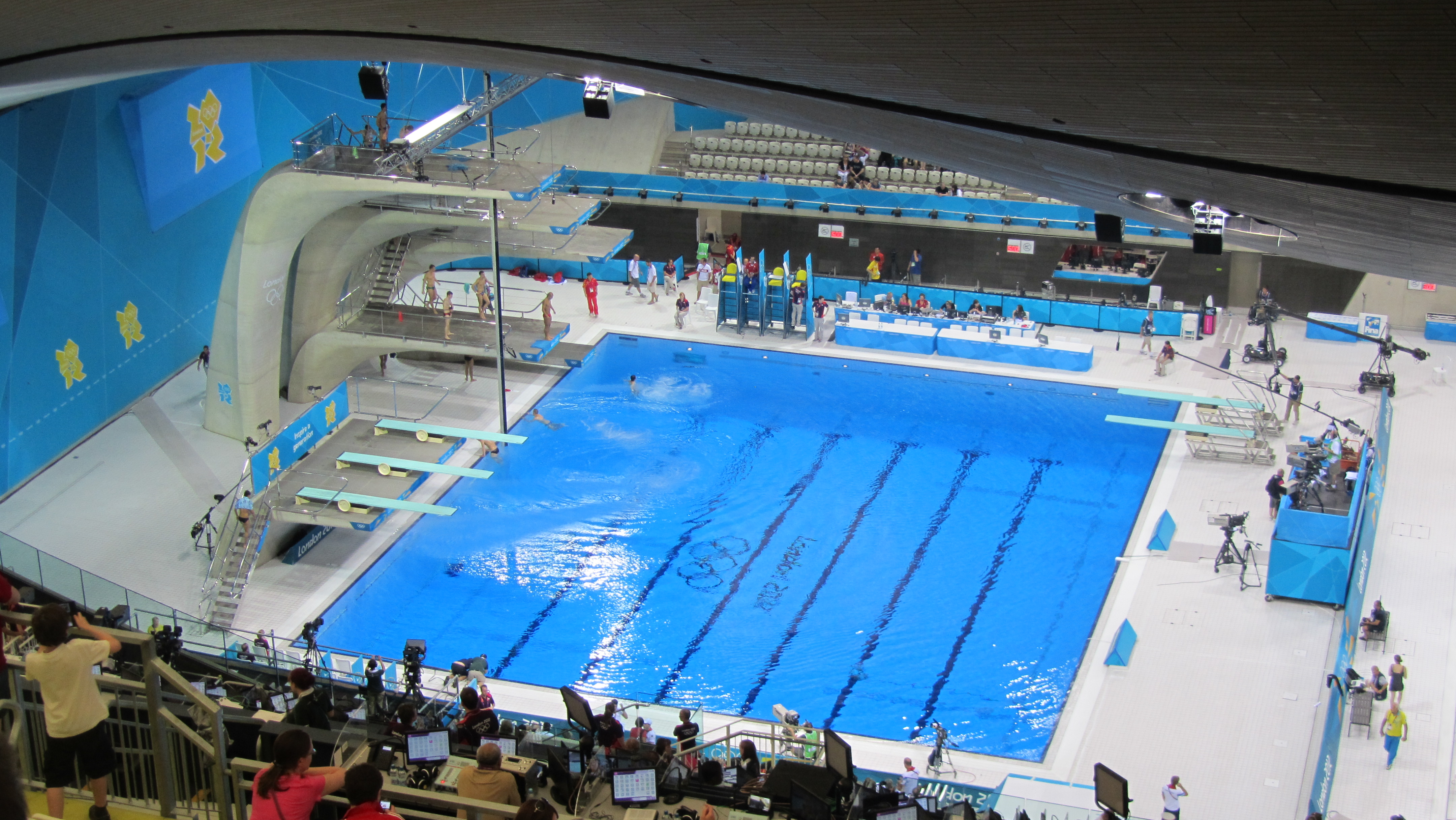
Sprungturm im Aquatics Centre

### Medaillenspiegel
| Platz | Land               | Gold | Silber | Bronze | Gesamt |
| ----- | ------------------ | ---- | ------ | ------ | ------ |
| 1     | China              | 6    | 3      | 1      | 10     |
| 2     | Vereinigte Staaten | 1    | 1      | 2      | 4      |
| 3     | Russland           | 1    | 1      | –      | 2      |
| 4     | Mexiko             | –    | 2      | 1      | 3      |
| 5     | Australien         | –    | 1      | –      | 1      |
| 6     | Kanada             | –    | –      | 2      | 2      |
| 7     | Großbritannien     | –    | –      | 1      | 1      |
| 7     | Malaysia           | –    | –      | 1      | 1      |

### Medaillengewinner
| Konkurrenz            | Gold                   | Silber                         | Bronze                     |
| --------------------- | ---------------------- | ------------------------------ | -------------------------- |
| Kunstspringen 3 m     | Ilja Sacharow          | Qin Kai                        | He Chong                   |
| Turmspringen 10 m     | David Boudia           | Qiu Bo                         | Tom Daley                  |
| Synchronspringen 3 m  | Luo Yutong Qin Kai     | Jewgeni Kusnezow Ilja Sacharow | Troy Dumais Kristian Ipsen |
| Synchronspringen 10 m | Cao Yuan Zhang Yanquan | Iván García Germán Sánchez     | David Boudia Nick McCrory  |

| Konkurrenz            | Gold                 | Silber                          | Bronze                           |
| --------------------- | -------------------- | ------------------------------- | -------------------------------- |
| Kunstspringen 3 m     | Wu Minxia            | He Zi                           | Laura Sánchez                    |
| Turmspringen 10 m     | Chen Ruolin          | Brittany Broben                 | Pandelela Rinong Pamg            |
| Synchronspringen 3 m  | He Zi Wu Minxia      | Kelci Bryant Abby Johnston      | Jennifer Abel Émilie Heymans     |
| Synchronspringen 10 m | Chen Ruolin Wang Hao | Paola Espinosa Alejandra Orozco | Meaghan Benfeito Roseline Filion |

## Zeitplan
| Wettbewerbe           | Juli/August | Juli/August | Juli/August | Juli/August | Juli/August | Juli/August | Juli/August | Juli/August | Juli/August | Juli/August | Juli/August | Juli/August | Juli/August | Juli/August |
| Frauen                | 29.         | 30.         | 31.         | 1.          | 2.          | 3.          | 4.          | 5.          | 6.          | 7.          | 8.          | 9.          | 10.         | 11.         |
| --------------------- | ----------- | ----------- | ----------- | ----------- | ----------- | ----------- | ----------- | ----------- | ----------- | ----------- | ----------- | ----------- | ----------- | ----------- |
| Kunstspringen 3 m     |             |             |             |             |             | VK          | HF          |             |             |             |             |             |             |             |
| Turmspringen 10 m     |             |             |             |             |             |             |             |             |             |             | VK          |             |             |             |
| Synchronspringen 3 m  |             |             |             |             |             |             |             |             |             |             |             |             |             |             |
| Synchronspringen 10 m |             |             |             |             |             |             |             |             |             |             |             |             |             |             |
| Männer                | 29.         | 30.         | 31.         | 1.          | 2.          | 3.          | 4.          | 5.          | 6.          | 7.          | 8.          | 9.          | 10.         | 11.         |
| Kunstspringen 3 m     |             |             |             |             |             |             |             |             | VK          |             |             |             |             |             |
| Turmspringen 10 m     |             |             |             |             |             |             |             |             |             |             |             |             | VK          |             |
| Synchronspringen 3 m  |             |             |             |             |             |             |             |             |             |             |             |             |             |             |
| Synchronspringen 10 m |             |             |             |             |             |             |             |             |             |             |             |             |             |             |

| VK | Vorkampf |  | (Halbfinale/) Finale |

## Ergebnisse Männer

### Kunstspringen 3 m

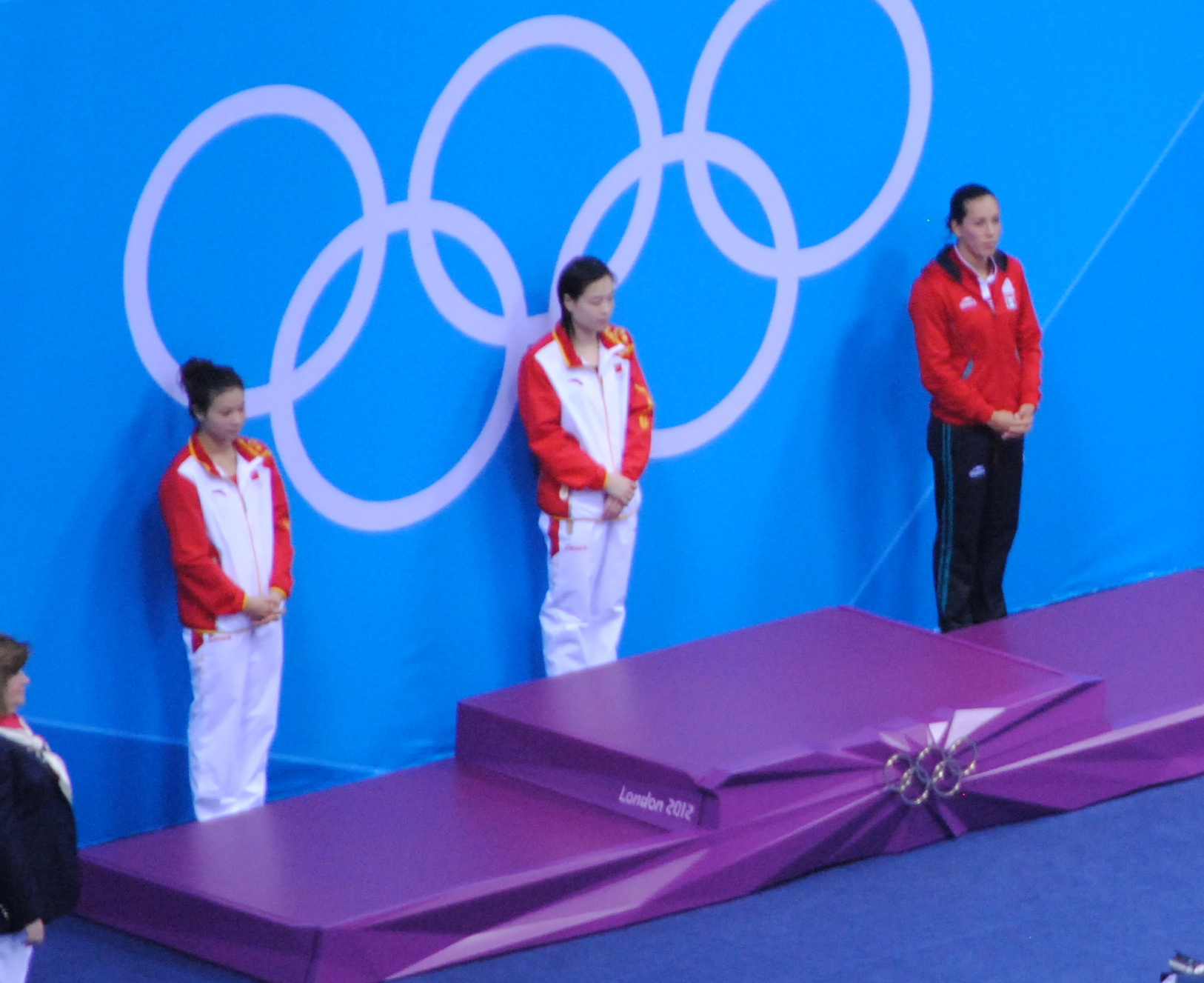
Siegerehrung, v. l.: He, Wu, Sánchez

| Platz | Land | Sportler         | Punkte |
| ----- | ---- | ---------------- | ------ |
| 1     | RUS  | Ilja Sacharow    | 555,90 |
| 2     | CHN  | Qin Kai          | 541,75 |
| 3     | CHN  | He Chong         | 524,15 |
| 4     | GER  | Patrick Hausding | 505,55 |
| 5     | USA  | Troy Dumais      | 498,35 |
| 6     | MEX  | Yahel Castillo   | 492,70 |
| 7     | AUS  | Ethan Warren     | 488,95 |
| 8     | UKR  | Illja Kwascha    | 462,25 |

Datum: 7. August 2012

29 Teilnehmer aus 17 Ländern

### Turmspringen 10 m
| Platz | Land | Sportler            | Punkte |
| ----- | ---- | ------------------- | ------ |
| 1     | USA  | David Boudia        | 568,65 |
| 2     | CHN  | Qiu Bo              | 566,85 |
| 3     | GBR  | Tom Daley           | 556,95 |
| 4     | RUS  | Wiktor Minibajew    | 527,80 |
| 5     | CUB  | José Antonio Guerra | 527,70 |
| 6     | CHN  | Lin Yue             | 527,30 |
| 7     | MEX  | Iván García         | 521,65 |
| 8     | GER  | Martin Wolfram      | 506,65 |

Datum: 11. August 2012

32 Teilnehmer aus 19 Ländern

### Synchronspringen 3 m
| Platz | Land | Sportler                              | Punkte |
| ----- | ---- | ------------------------------------- | ------ |
| 1     | CHN  | Luo Yutong Qin Kai                    | 477,00 |
| 2     | RUS  | Jewgeni Kusnezow Ilja Sacharow        | 459,63 |
| 3     | USA  | Troy Dumais Kristian Ipsen            | 446,70 |
| 4     | UKR  | Illja Kwascha Oleksij Pryhorow        | 434,22 |
| 5     | GBR  | Christopher Mears Nick Robinson-Baker | 432,60 |
| 6     | CAN  | Alexandre Despatie Reuben Ross        | 421,83 |
| 7     | MEX  | Yahel Castillo Julián Sánchez         | 415,14 |
| 8     | MAS  | Bryan Lomas Qiang Huang               | 405,09 |

Datum: 1. August 2012

16 Teilnehmer aus 8 Ländern

### Synchronspringen 10 m
| Platz | Land | Sportler                                | Punkte |
| ----- | ---- | --------------------------------------- | ------ |
| 1     | CHN  | Cao Yuan Zhang Yanquan                  | 486,78 |
| 2     | MEX  | Iván García Germán Sánchez              | 468,90 |
| 3     | USA  | David Boudia Nicholas McCrory           | 463,47 |
| 4     | GBR  | Tom Daley Peter Waterfield              | 454,65 |
| 5     | CUB  | Jeinkler Aguirre José Antonio Guerra    | 450,90 |
| 6     | RUS  | Wiktor Minibajew Ilja Sacharow          | 449,88 |
| 7     | GER  | Patrick Hausding Sascha Klein           | 446,07 |
| 8     | UKR  | Olexandr Bondar Oleksandr Horschkowosow | 433,32 |

Datum: 30. Juli 2012

16 Teilnehmer aus 8 Ländern

## Ergebnisse Frauen

### Kunstspringen 3 m
| Platz | Land | Sportlerin        | Punkte |
| ----- | ---- | ----------------- | ------ |
| 1     | CHN  | Wu Minxia         | 414,00 |
| 2     | CHN  | He Zi             | 379,20 |
| 3     | MEX  | Laura Sánchez     | 362,40 |
| 4     | ITA  | Tania Cagnotto    | 362,20 |
| 5     | AUS  | Sharleen Stratton | 345,65 |
| 6     | CAN  | Jennifer Abel     | 343,00 |
| 7     | USA  | Cassidy Krug      | 342,85 |
| 8     | USA  | Christina Loukas  | 332,10 |

Datum: 5. August 2012

30 Teilnehmerinnen aus 17 Ländern

### Turmspringen 10 m
| Platz | Land | Sportlerin            | Punkte |
| ----- | ---- | --------------------- | ------ |
| 1     | CHN  | Chen Ruolin           | 422,30 |
| 2     | AUS  | Brittany Broben       | 366,50 |
| 3     | MAS  | Pandelela Rinong Pamg | 359,20 |
| 4     | AUS  | Melissa Wu            | 358,10 |
| 5     | RUS  | Julija Koltunowa      | 357,90 |
| 6     | MEX  | Paola Espinosa        | 356,20 |
| 7     | GER  | Christin Steuer       | 351,35 |
| 8     | ITA  | Noemi Batki           | 350,05 |

Datum: 9. August 2012

26 Teilnehmerinnen aus 19 Ländern

### Synchronspringen 3 m
| Platz | Land | Sportlerinnen                          | Punkte |
| ----- | ---- | -------------------------------------- | ------ |
| 1     | CHN  | He Zi Wu Minxia                        | 346,20 |
| 2     | USA  | Kelci Bryant Abby Johnston             | 321,90 |
| 3     | CAN  | Jennifer Abel Émilie Heymans           | 316,80 |
| 4     | ITA  | Tania Cagnotto Francesca Dallapé       | 314,10 |
| 5     | AUS  | Anabelle Smith Sharleen Stratton       | 304,95 |
| 6     | UKR  | Olena Fedorowa Hanna Pysmenska         | 302,40 |
| 7     | GBR  | Alicia Blagg Rebecca Gallantree        | 285,60 |
| 8     | MAS  | Jun Hoong Cheong Pandelela Rinong Pamg | 283,50 |

Datum: 29. Juli 2012

16 Teilnehmerinnen aus 8 Ländern

### Synchronspringen 10 m
| Platz | Land | Sportlerinnen                           | Punkte |
| ----- | ---- | --------------------------------------- | ------ |
| 1     | CHN  | Chen Ruolin Wang Hao                    | 368,40 |
| 2     | MEX  | Paola Espinosa Alejandra Orozco         | 343,32 |
| 3     | CAN  | Meaghan Benfeito Roseline Filion        | 337,62 |
| 4     | AUS  | Rachel Bugg Loudy Wiggins               | 323,55 |
| 5     | GBR  | Sarah Barrow Tonia Couch                | 321,72 |
| 6     | GER  | Christin Steuer Nora Subschinski        | 312,78 |
| 7     | MAS  | Mun Yee Leong Pandelela Rinong Pamg     | 308,52 |
| 8     | UKR  | Wiktorija Potechina Julija Prokoptschuk | 299,64 |

Datum: 31. Juli 2012

16 Teilnehmerinnen aus 8 Ländern

## Qualifikation

### Qualifikationskriterien
Acht Quotenplätze waren dem gastgebenden NOK garantiert. Jede Nation durfte höchstens zwei Athleten in den Einzelwettbewerben und ein Paar in den Synchronwettbewerben aufbieten. Insgesamt waren bis zu 34 Einzelstarter bzw. acht Synchronpaare pro Wettbewerb zugelassen. Die folgenden Qualifikationskriterien galten sowohl für Frauen als auch für Männer.
Quotenplätze für das jeweilige NOK errangen in jeder der vier Einzeldisziplinen die zwölf Finalteilnehmer der Schwimmweltmeisterschaften vom 16. bis 31. Juli 2011 in Shanghai, die fünf Sieger der kontinentalen Meisterschaften sowie bis zu 18 Halbfinalisten des Weltcups vom 20. bis 25. Februar 2012 in London. Eventuell noch freie Quotenplätze, deren Anzahl davon abhing, inwieweit sich die durch die Weltmeisterschaften, die kontinentalen Meisterschaften und den Weltcup qualifizierten Athleten überschnitten, wurden im Anschluss an den Weltcup am 26. Februar 2012 in einem „Dive-Off“ vergeben. Zunächst gewannen in jedem Wettbewerb die ersten vier Athleten des Dive-Offs einen Quotenplatz. Die Zahl erhöhte sich später, da durch Athleten, die in Synchronwettbewerben und im Einzel nominiert wurden, Quotenplätze frei blieben. Qualifiziert für die Synchronwettbewerbe waren jeweils ein Paar des Gastgebers, die Medaillengewinner der Weltmeisterschaften 2011 in Shanghai sowie die vier besten noch nicht qualifizierten Paare beim Weltcup 2012 in London.
Liste der Qualifikationswettbewerbe (in chronologischer Reihenfolge):
- Europameisterschaften in  Turin, 8. bis 13. März 2011
- Schwimmweltmeisterschaften in  Shanghai, 16. bis 31. Juli 2011
- Asia Pacific Rim Junior Diving International in  Wellington, 19. bis 21. August 2011
- Asian Diving Cup in  Kuala Lumpur, 25. bis 27. September 2011
- Panamerikanische Spiele in  Guadalajara, 26. bis 29. Oktober 2011
- Weltcup 2012 in  London, 20. bis 26. Februar 2012

### Gewonnene Quotenplätze
| Synchronquotenplätze nach Wettbewerben | Synchronquotenplätze nach Wettbewerben | Synchronquotenplätze nach Wettbewerben | Synchronquotenplätze nach Wettbewerben | Synchronquotenplätze nach Wettbewerben |
|                                        | Frauen                                 | Frauen                                 | Männer                                 | Männer                                 |
| Wettbewerb                             | 3 m                                    | 10 m                                   | 3 m                                    | 10 m                                   |
| -------------------------------------- | -------------------------------------- | -------------------------------------- | -------------------------------------- | -------------------------------------- |
| Gastgeber                              | Großbritannien                         | Großbritannien                         | Großbritannien                         | Großbritannien                         |
| 1. Platz WM 2011                       | Volksrepublik China                    | Volksrepublik China                    | Volksrepublik China                    | Volksrepublik China                    |
| 2. Platz WM 2011                       | Kanada                                 | Australien                             | Russland                               | Deutschland                            |
| 3. Platz WM 2011                       | Australien                             | Deutschland                            | Mexiko                                 | Ukraine                                |
| Weltcup 2012                           | Italien Malaysia Ukraine USA           | Kanada Malaysia Mexiko Ukraine         | Kanada Malaysia Ukraine USA            | Kuba Mexiko Russland USA               |
| Gesamt                                 | 8                                      | 8                                      | 8                                      | 8                                      |

| Einzelquotenplätze nach Wettbewerben | Einzelquotenplätze nach Wettbewerben                                         | Einzelquotenplätze nach Wettbewerben                           | Einzelquotenplätze nach Wettbewerben                                             | Einzelquotenplätze nach Wettbewerben                                             |
|                                      | Frauen                                                                       | Frauen                                                         | Männer                                                                           | Männer                                                                           |
| Wettbewerb                           | 3 m                                                                          | 10 m                                                           | 3 m                                                                              | 10 m                                                                             |
| ------------------------------------ | ---------------------------------------------------------------------------- | -------------------------------------------------------------- | -------------------------------------------------------------------------------- | -------------------------------------------------------------------------------- |
| 01. Platz WM 2011                    | Volksrepublik China                                                          | Volksrepublik China                                            | Volksrepublik China                                                              | Volksrepublik China                                                              |
| 02. Platz WM 2011                    | Volksrepublik China                                                          | Volksrepublik China                                            | Russland                                                                         | USA                                                                              |
| 03. Platz WM 2011                    | Kanada                                                                       | Mexiko                                                         | Russland                                                                         | Deutschland                                                                      |
| 04. Platz WM 2011                    | USA                                                                          | Kanada                                                         | Volksrepublik China                                                              | Russland                                                                         |
| 05. Platz WM 2011                    | Australien                                                                   | Malaysia                                                       | USA                                                                              | Großbritannien                                                                   |
| 06. Platz WM 2011                    | Mexiko                                                                       | Ukraine                                                        | Mexiko                                                                           | USA                                                                              |
| 07. Platz WM 2011                    | USA                                                                          | Australien                                                     | Frankreich                                                                       | Mexiko                                                                           |
| 08. Platz WM 2011                    | Ukraine                                                                      | Kanada                                                         | Großbritannien                                                                   | Ukraine                                                                          |
| 09. Platz WM 2011                    | Italien                                                                      | Großbritannien                                                 | Spanien                                                                          | Kanada                                                                           |
| 10. Platz WM 2011                    | Russland                                                                     | USA                                                            | Mexiko                                                                           | Volksrepublik China                                                              |
| 11. Platz WM 2011                    | Deutschland                                                                  | Russland                                                       | Malaysia                                                                         | Großbritannien                                                                   |
| 12. Platz WM 2011                    | Kanada                                                                       | Deutschland                                                    | Ukraine                                                                          | Ukraine                                                                          |
| Afrika                               | keine Austragung                                                             | keine Austragung                                               | keine Austragung                                                                 | keine Austragung                                                                 |
| Amerika                              | –                                                                            | –                                                              | –                                                                                | –                                                                                |
| Asien                                | –                                                                            | –                                                              | Malaysia                                                                         | Malaysia                                                                         |
| Europa                               | Schweden                                                                     | Italien                                                        | Deutschland                                                                      | –                                                                                |
| Ozeanien                             | Australien                                                                   | Australien                                                     | Australien                                                                       | Australien                                                                       |
| Halbfinale Weltcup 2012              | Großbritannien Deutschland Malaysia Mexiko Ukraine Venezuela                 | Großbritannien Deutschland Japan Malaysia Mexiko Nordkorea USA | Australien Brasilien Kanada Großbritannien Deutschland Italien Japan Ukraine USA | Australien Belarus Brasilien Kolumbien Kuba Deutschland Mexiko Russland Schweden |
| Dive Off Weltcup 2012                | Großbritannien Italien Malaysia Russland Brasilien Spanien Frankreich Ungarn | Frankreich Italien Südkorea Nordkorea Kuba                     | Griechenland Italien Niederlande Venezuela Kolumbien Frankreich Venezuela        | Kuba Italien Südkorea Belarus Kanada Kolumbien Norwegen Nordkorea                |
| Gesamt                               | 30                                                                           | 26                                                             | 29                                                                               | 32                                                                               |

| Gewonnene Quotenplätze nach NOKs | Gewonnene Quotenplätze nach NOKs | Gewonnene Quotenplätze nach NOKs | Gewonnene Quotenplätze nach NOKs | Gewonnene Quotenplätze nach NOKs | Gewonnene Quotenplätze nach NOKs | Gewonnene Quotenplätze nach NOKs | Gewonnene Quotenplätze nach NOKs | Gewonnene Quotenplätze nach NOKs | Gewonnene Quotenplätze nach NOKs | Gewonnene Quotenplätze nach NOKs |
|                                  | Frauen                           | Frauen                           | Frauen                           | Frauen                           | Männer                           | Männer                           | Männer                           | Männer                           |                                  |                                  |
| Wettbewerb                       | Einzel 3 m                       | Einzel 10 m                      | Synchron 3 m                     | Synchron 10 m                    | Einzel 3 m                       | Einzel 10 m                      | Synchron 3 m                     | Synchron 10 m                    | Quotenplätze Gesamt              | Athleten Gesamt                  |
| -------------------------------- | -------------------------------- | -------------------------------- | -------------------------------- | -------------------------------- | -------------------------------- | -------------------------------- | -------------------------------- | -------------------------------- | -------------------------------- | -------------------------------- |
| Australien                       | 2                                | 2                                | 1                                | 1                                | 1                                | 2                                |                                  |                                  | 9                                | 10                               |
| Brasilien                        | 1                                |                                  |                                  |                                  | 1                                | 1                                |                                  |                                  | 3                                | 3                                |
| China                            | 2                                | 2                                | 1                                | 1                                | 2                                | 2                                | 1                                | 1                                | 12                               | 12                               |
| Deutschland                      | 2                                | 2                                |                                  | 1                                | 2                                | 2                                |                                  | 1                                | 10                               | 10                               |
| Frankreich                       | 2                                | 1                                |                                  |                                  | 2                                |                                  |                                  |                                  | 5                                | 5                                |
| Griechenland                     |                                  |                                  |                                  |                                  | 1                                |                                  |                                  |                                  | 1                                | 1                                |
| Großbritannien                   | 2                                | 2                                | 1                                | 1                                | 2                                | 2                                | 1                                | 1                                | 12                               | 11                               |
| Italien                          | 2                                | 2                                | 1                                |                                  | 2                                | 2                                |                                  |                                  | 9                                | 8                                |
| Japan                            |                                  | 1                                |                                  |                                  |                                  |                                  |                                  |                                  | 1                                | 1                                |
| Kanada                           | 2                                | 2                                | 1                                | 1                                | 2                                | 2                                | 1                                |                                  | 11                               | 9                                |
| Kolumbien                        |                                  |                                  |                                  |                                  | 1                                | 2                                |                                  |                                  | 3                                | 2                                |
| Kuba                             |                                  | 1                                |                                  |                                  |                                  | 2                                |                                  | 1                                | 4                                | 3                                |
| Malaysia                         | 2                                | 2                                | 1                                | 1                                | 2                                | 1                                | 1                                |                                  | 10                               | 8                                |
| Mexiko                           | 2                                | 2                                |                                  | 1                                | 2                                | 2                                | 1                                | 1                                | 11                               | 9                                |
| Nordkorea                        |                                  | 2                                |                                  |                                  |                                  | 1                                |                                  |                                  | 3                                | 3                                |
| Norwegen                         |                                  |                                  |                                  |                                  |                                  | 1                                |                                  |                                  | 1                                | 1                                |
| Russland                         | 2                                | 1                                |                                  |                                  | 2                                | 2                                | 1                                | 1                                | 9                                | 8                                |
| Schweden                         | 1                                |                                  |                                  |                                  |                                  | 1                                |                                  |                                  | 2                                | 2                                |
| Spanien                          | 1                                |                                  |                                  |                                  | 1                                |                                  |                                  |                                  | 2                                | 2                                |
| Südkorea                         |                                  | 1                                |                                  |                                  |                                  | 1                                |                                  |                                  | 2                                | 2                                |
| Ukraine                          | 2                                | 1                                | 1                                | 1                                | 2                                | 2                                | 1                                | 1                                | 11                               | 8                                |
| Ungarn                           | 2                                |                                  |                                  |                                  |                                  |                                  |                                  |                                  | 2                                | 2                                |
| USA                              | 2                                | 2                                | 1                                |                                  | 2                                | 2                                | 1                                | 1                                | 11                               | 11                               |
| Venezuela                        | 1                                |                                  |                                  |                                  | 2                                |                                  |                                  |                                  | 3                                | 3                                |
| Weißrussland                     |                                  |                                  |                                  |                                  |                                  | 2                                |                                  |                                  | 2                                | 2                                |
| Quotenplätze Gesamt              | 30                               | 26                               | 8                                | 8                                | 29                               | 32                               | 8                                | 8                                | 149                              | 136                              |

Im Kunstspringen der Männer gaben Australien und die Niederlande einen Quotenplatz und Japan zwei Quotenplätze an die FINA zurück.